# Onécimo Alberton
Onécimo Alberton (ur. 16 lutego 1965 w Orleans) – brazylijski duchowny katolicki, biskup Rio do Sul w latach 2015-2023, biskup pomocniczy Florianópolis od 2023.  

## Życiorys
27 września 1992 otrzymał święcenia kapłańskie z rąk biskupa Hilário Mosera i został inkardynowany do diecezji Tubarão. W 1998 został prezbiterem nowo utworzonej diecezji Criciúma. Pełnił funkcje m.in. wykładowcy seminariów w Criciúmie, rektora części teologicznej seminarium w Florianópolis oraz proboszcza jednej z parafii w Criciúmie.
17 grudnia 2014 papież Franciszek mianował go biskupem diecezji Rio do Sul. Sakry udzielił mu 22 lutego 2015 biskup João Francisco Salm.
1 listopada 2023 ten sam papież prekonizował go biskupem pomocniczym Florianópolis ze stolicą tytularną Dagnum.  